# Siegfried Forstreuter

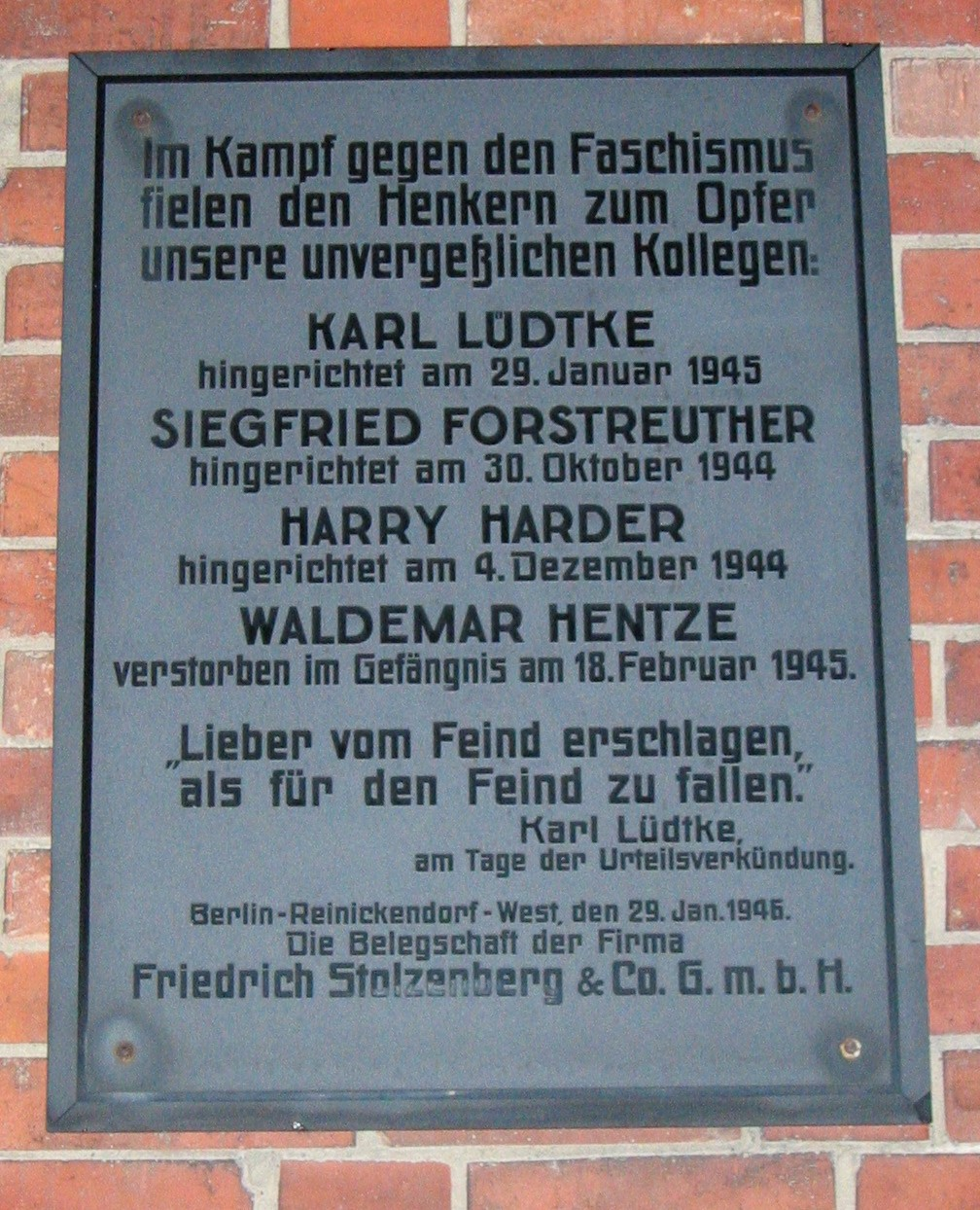
Von der Belegschaft der Zahnradfabrik Friedrich Stolzenberg & Co. auf dem damaligen Werksgelände in Berlin-Reinickendorf, Saalmannstraße 9, angebrachte Gedenktafel

Siegfried Forstreuter, manchmal auch fehlerhaft Forstreuther (* 18. April 1914 Berlin; † 30. Oktober 1944 im Zuchthaus Brandenburg) war ein deutscher Kommunist und Widerstandskämpfer gegen den Nationalsozialismus.

## Leben
Forstreuter, von Beruf Werkzeugdreher, war Mitglied der KPD und des Arbeitersportvereins „Fichte“. Aus der Ehe mit Hildegard, geb. Wildbrett, die er am 25. September 1937 geschlossen hatte, stammt ein im September 1944 geborener Sohn.
Für den mit ihm seit der gemeinsamen Zeit beim Arbeitersportverein bekannten Heinz Rosenberg, dem aufgrund seiner jüdischen Abstammung die Deportation drohte, mietete Forstreuter 1942 einen Laden in Berlin-Neukölln an, wo dieser sich verstecken konnte.
Beide gehörten zu einer von Anton Saefkow, Bernhard Bästlein und Franz Jacob geleiteten Widerstandsgruppe gegen die nationalsozialistischen Machthaber, die in Berliner Rüstungsbetrieben gegen den Krieg agitierte.
Forstreuter hatte Kontakte in das Heereszeugamt. Die dort tätigen, zum Widerstand bereiten Arbeiter koordinierte er mit der Gruppe um Saefkow.
Zusammen mit Harry Harder, Karl Lüdtke und Waldemar Hentze gehörte Forstreuter in der Zahnradfabrik Friedrich Stolzenberg & Co. GmbH in Berlin-Reinickendorf einer KPD-Betriebszelle um den Meister Max Sauer an. Die Betriebsgruppe war Teil der Saefkow-Jacob-Bästlein-Organisation und traf sich mehrfach mit Saefkow und anderen in den Wohnungen von Forstreuter, Harder und Lüdtke zu Diskussionen. Sie organisierte unter anderem Sabotageaktionen gegen die Kriegsproduktion.
Im Juli 1944 wurden Forstreuter, Lüdtke und Harder verhaftet und vom Volksgerichtshof zum Tode verurteilt. Am 30. Oktober 1944 wurde Forstreuter im Zuchthaus Brandenburg hingerichtet.

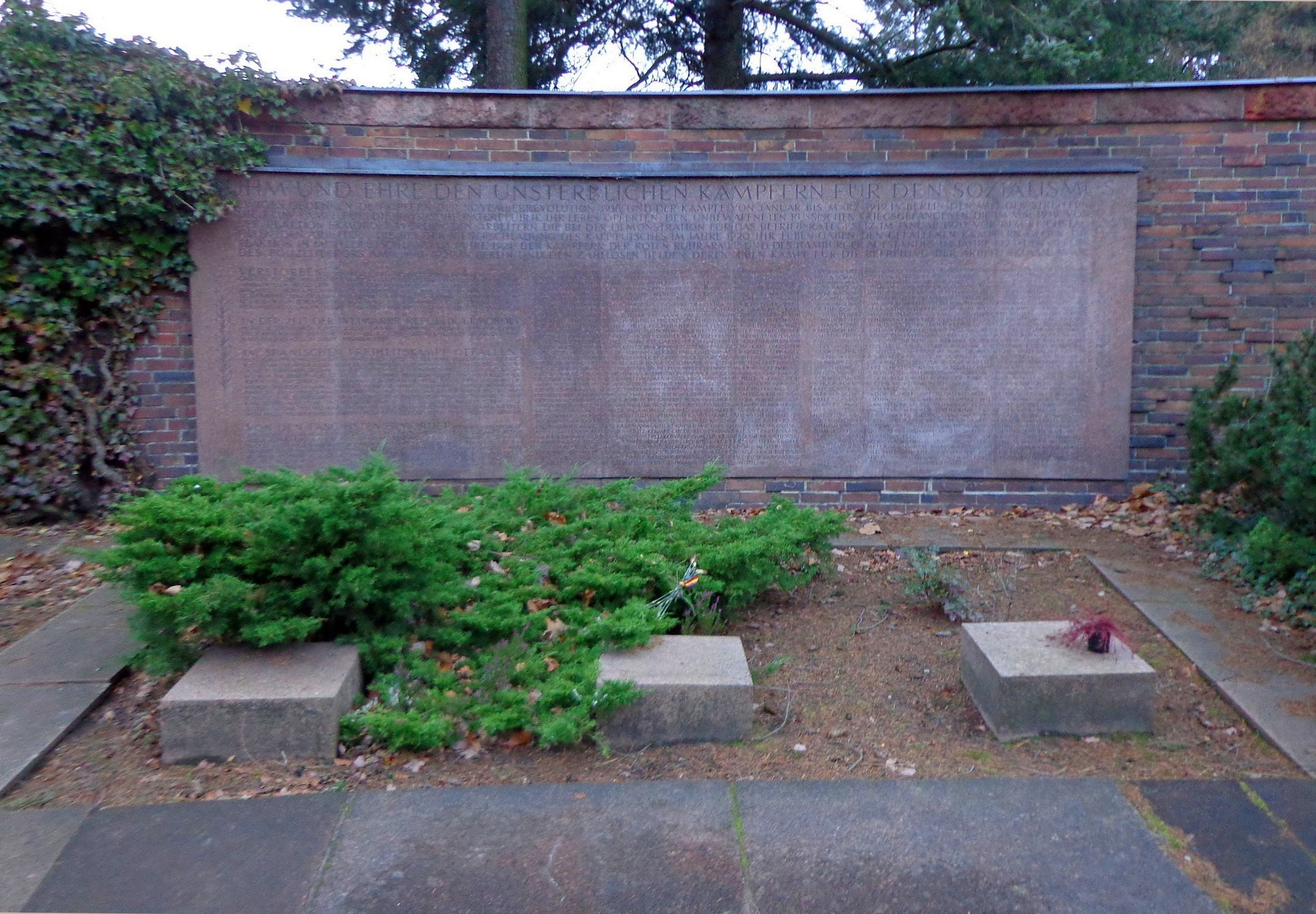
Gedenkstätte der Sozialisten, Porphyr-Gedenktafel an der Ringmauer mit Urnensammelgrab

Nach der Hinrichtung wurde sein Leichnam im Krematorium Brandenburg verbrannt. Im Jahr 1946 wurden zahlreiche Urnen mit der Asche von in der Zeit des Nationalsozialismus hingerichteten Widerstandskämpfern aus den damaligen Berliner Bezirken Lichtenberg, Kreuzberg und Prenzlauer Berg auf den Zentralfriedhof Friedrichsfelde überführt, von denen besonders viele im Zuchthaus Brandenburg-Görden enthauptet worden waren. Ihre sterblichen Überreste fanden schließlich in der 1951 eingeweihten Gedenkstätte der Sozialisten  (Urnensammelgrab bei der großen Porphyr-Gedenktafel auf der rechten Seite der Ringmauer) ihren endgültigen Platz. Neben Siegfried Forstreuter  erhielten auf diese Weise auch viele andere Widerstandskämpfer eine würdige Grabstätte und einen Gedenkort.

## Würdigung
- 1946: Gedenktafel in Berlin-Reinickendorf, Saalmannstraße 9 (an der linken Seite von Haus 2)[10][11]